# HMS Marguerite (K54)
HMS Marguerite (K54) je bila korveta razreda flower Kraljeve vojne mornarice, ki je bila operativna med drugo svetovno vojno.

## Zgodovina
Ladjo so leta 1947 prodali kot vremensko ladjo. 8. septembra 1961 so jo razrezali v Gentu.